# Idioblasta isoterma
Idioblasta isoterma là một loài bướm đêm trong họ Crambidae.